# Лејк Белвидир Естејтс (Флорида)
Лејк Белвидир Естејтс (енгл. Lake Belvedere Estates) насељено је место без административног статуса у америчкој савезној држави Флорида.

## Демографија
По попису из 2010. године број становника је 3.334, што је 1.809 (118,6%) становника више него 2000. године.
| Група             | 2000.       | 2010.         |
| Белци             | 853 (55,9%) | 839 (25,2%)   |
| Афроамериканци    | 398 (26,1%) | 1.287 (38,6%) |
| Азијати           | 20 (1,3%)   | 156 (4,7%)    |
| Хиспаноамериканци | 220 (14,4%) | 978 (29,3%)   |
| Укупно            | 1.525       | 3.334         |